# 1946 aux États-Unis
Pour des articles plus généraux, voir Chronologie des États-Unis et 1946.
Chronologie des États-Unis
- 1942
- 1943
- 1944
- 1945
- 1946
- 1947
- 1948
- 1949
- 1950

Cette page concerne des événements d'actualité qui se sont produits durant l'année 1946 du calendrier grégorien aux États-Unis.

## Gouvernement
- Président :  Harry S. Truman
- Vice-président :  aucun
- Secrétaire d'État :
- Chambre des représentants - Président

## Événements

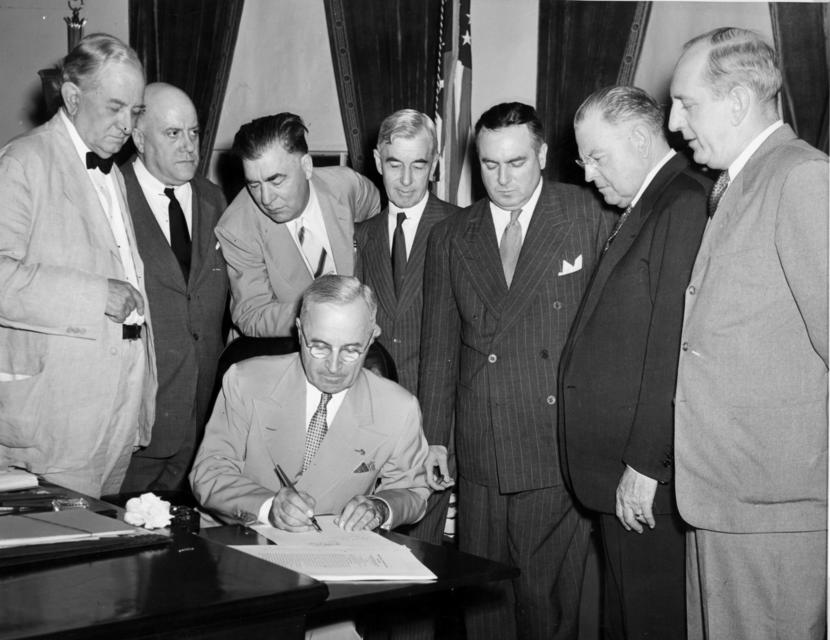
: Harry Truman signe lAtomic Energy Act

- 20 janvier : le président Harry Truman fonde le Central Intelligence Group qui deviendra la CIA.
- 18 février : Promulgation du Rescission Act, qui restreint considérablement les bénéficiaires du G.I Bill Rights signé par le président Franklin Roosevelt, prédécesseur de Truman. Cette loi fournissait aux soldats démobilisés de la Seconde Guerre mondiale (communément appelés les G.I.) le financement de leurs études universitaires ou de formations professionnelles ainsi qu'une année d'assurance chômage. Elle fournissait également différents types de prêts pour pouvoir acheter un logement ou démarrer une entreprise. Mais l'étendue des bénéficiaires (tout soldat, y compris étranger, ayant combattu au moins un an pour les États-Unis pouvait bénéficier des avantages du G.I Bill) induisait des dépenses jugées beaucoup trop élevées pour les finances de l’État fédéral et le nombre de bénéficiaires fut réduit aux seuls soldats américains.
- Mars : nombreux mouvements de grève au printemps (106 millions de journées de grève en 1946).
- 21 mars : création du Strategic Air Command, qui regroupe les unités aériennes de bombardement stratégique.
- 24 mai : attaque de Truman contre les cheminots en grève[1].
- 11 juin : Promulgation de l'Administrative Procedure Act. Cette loi fédérale établit de nouveaux protocoles et procédures sur la manière dont les agences gouvernementales créent des réglementations et les font respecter.
- 20 juin : opération Crossroads, première explosion atomique expérimentale sur l'atoll de Bikini.
- 21 juin : apparition du premier disque microsillon aux États-Unis
- 4 juillet : les États-Unis concèdent l'indépendance aux Philippines.
- 1er août : Atomic Energy Act, dit Loi McMahon[2] confiant le monopole du nucléaire à la Commission de l'énergie atomique (United States Atomic Energy Commission). Fin de la coopération nucléaire entre la Grande-Bretagne et les États-Unis.
- 6 septembre : discours du secrétaire d'État James F. Byrnes à Stuttgart qui annonce l'abandon du plan Morgenthau.
  - La rupture avec l’Union soviétique est pratiquement consommée à l’automne sur la question allemande. Débuts de la Guerre froide (fin en 1991). L’Union soviétique refuse de participer à la BIRD et au FMI. Truman oriente sa politique vers un libéralisme anti-communiste.
- 5 novembre : Les élections législatives voient le retour en force du parti républicain au Congrès (246 sièges à la chambre et 51 sièges au sénat), dont il avait perdu le contrôle depuis 1932. Les nombreuses grèves qui secouent le pays et la récession qui suit la fin de la guerre expliquent ce vote ultraconservateur. Le Congrès votera une loi accordant une réduction fiscale de 3 % aux petits contribuables et de 45 à 60 % aux plus gros revenus malgré le veto de Truman. Il rejettera tous les programmes progressistes de Truman (Droits civique des Noirs, salaire minimum horaire, aide fédérale à l’éducation, à la santé, au logement, amélioration de la Sécurité sociale).
- Décembre :
  - Truman établit une « Commission sur les Droits Civiques ». Elle recommande l’interdiction de la discrimination dans l’emploi, dans les transports publics inter-États, l’établissement d’un Fair Employment Practice Commission permanente, de lois contre le lynchage, la prohibition des « poll taxes ».
  - A une courte majorité, le Sénat des États-Unis approuve l'entrée des États-Unis dans l'ONU.
  - le prix Nobel de la paix est attribué aux Américains Emily Greene Balch et John Raleigh Mott.

## Économie et société
- 500 000 hommes occupent militairement le Japon.
- La dette publique représente 133 % du PNB.
- Relance de la consommation. Inflation brutale (6 % en juillet).
  - Échec de la politique de stabilisation des prix. En mai, l’administration doit accepter une augmentation des prix du maïs et du blé pour que les fermiers débloquent les céréales promises à l’Europe affamée. En été, quand elle prétend limiter la hausse des prix de la viande, cette dernière disparaît des étals. Le 14 octobre, Truman doit s’incliner, et presque tous les contrôles sont supprimés. De 1945 à 1947, l’indice des prix alimentaires passe de 140 à près de 200.
  - Les forces armées américaines, depuis la fin de la Seconde Guerre mondiale, sont passées de 16 millions d'hommes à 2 millions hommes. Le matériel, de par la réduction très forte du budget de la défense (de 45 à 5 % du PIB) est guetté par une obsolescence rapide. Enfin, les US Marine Corps, corps d'élite de l'armée américaine subissent de plein fouet les coupes dans le budget de la défense, et voient leur effectif passer de 300 000 à 27 000 hommes.
  - Les fortes coupes réalisées dans le budget permettent une amélioration importante du déficit public (15,9 milliards de dollars). Les recettes sont diminuées à 39,3 milliards de dollars et les dépenses ramenées à 55,2 milliards de dollars.
  - Les républicains votent la réduction de l'impôt sur le revenu dont la première tranche passe à 20 % et la dernière à 91 %.

## Naissances en 1946

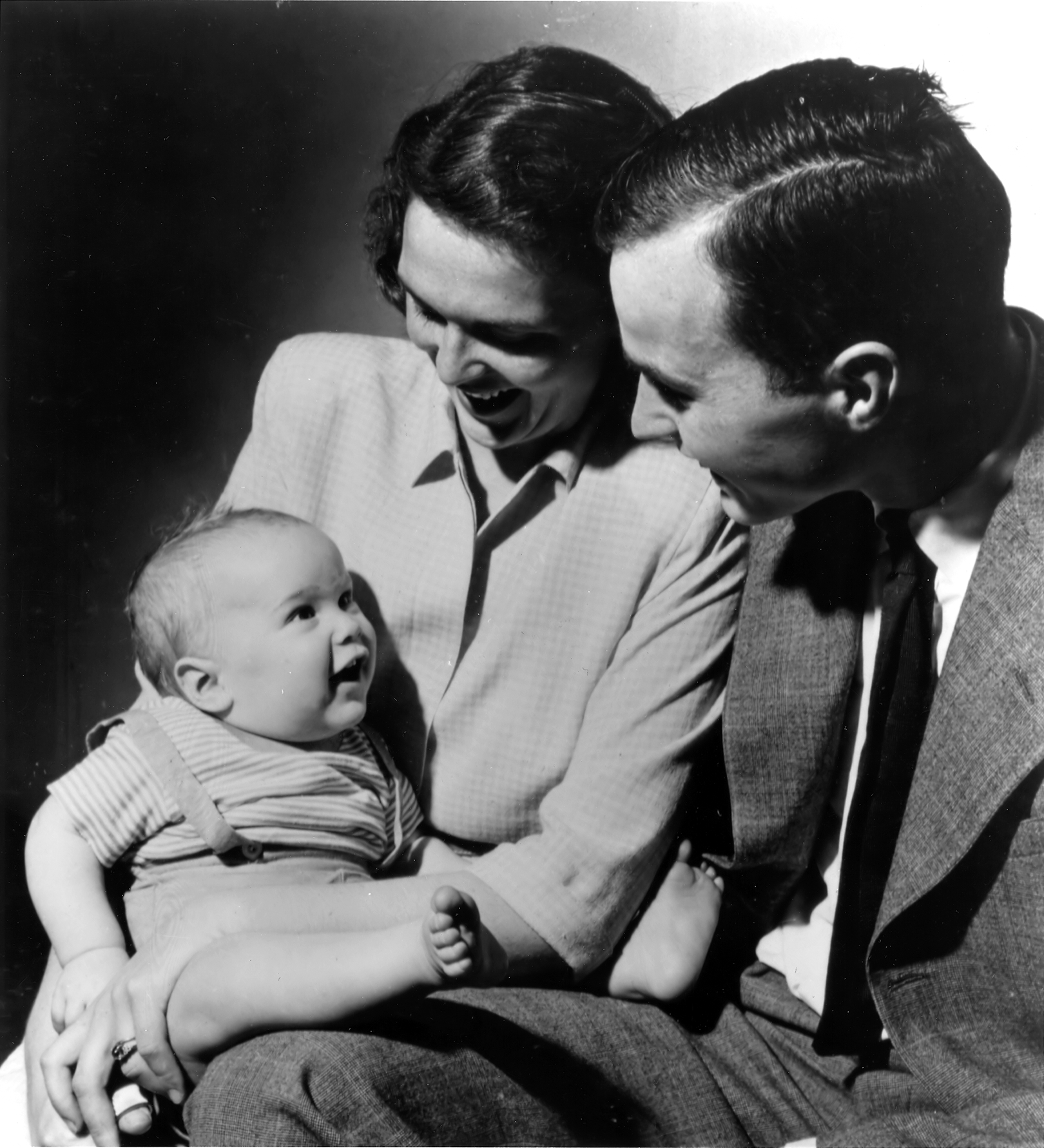
6 juillet : George W. Bush. Ici avec ses parents en 1947

- 5 janvier : Diane Keaton, actrice.
- 16 janvier : Michael L. Coats, astronaute.
- 19 janvier : Dolly Parton, chanteuse country.
- 20 janvier : David Lynch, réalisateur.
- 14 février : Tina Aumont, actrice franco-américaine († 28 octobre 2006)
- 3 mars : James C. Adamson, astronaute.
- 7 mars : Michael Chaplin,  acteur.
- 12 mars :
  - Liza Minnelli, actrice américaine.
  - Frank Welker, acteur spécialisé dans le doublage.
- 25 avril : Talia Shire, actrice, productrice et réalisatrice.
- 20 mai : Cher, artiste
- 14 juin : Donald Trump, homme d'affaires
- 16 juin : Tom Harrell, trompettiste de jazz.
- 24 juin : Ellison S. Onizuka, astronaute († 28 janvier 1986).
- 28 juin : John M. Lounge, astronaute.
- 6 juillet : 
  - George W. Bush, 43e président des États-Unis.
  - Sylvester Stallone, acteur, réalisateur, scénariste et producteur de cinéma.
  - Fred Dryer, acteur.
- 10 juillet : Sue Lyon, actrice.
- 1er août : Richard O. Covey, astronaute.
- 19 août :
  - Charles F. Bolden, astronaute.
  - Bill Clinton, 42e Président des États-Unis.
- 24 août : Richard N. Richards, astronaute.
- 6 septembre : Bryan D. O'Connor, astronaute.
- 4 octobre : Susan Sarandon, actrice.
- 27 octobre : Steven R. Nagel, astronaute.
- 30 octobre :
  - Robert L. Gibson, astronaute.
  - Andrea Mitchell, journaliste
- 4 novembre : Laura Welch Bush, Première dame des États-Unis.
- 6 novembre : Sally Field, actrice.
- 28 novembre : Joe Dante, réalisateur.
- 18 décembre : Steven Spielberg, réalisateur et producteur.